# Moses Kingsley
Moses Kingsley (Enugu, 16 november 1994) is een Amerikaans-Nigeriaans voormalig basketballer.

## Carrière
Kingsley speelde collegebasketbal voor de Arkansas Razorbacks van 2013 tot 2017. Kingsley werd niet gekozen in de NBA draft maar speelde wel in de NBA Summer League voor de Minnesota Timberwolves. Hij tekende na geen contract te hebben gekregen een contract bij de Antwerp Giants. Hij speelde twee seizoenen voor de Antwerp Giants tot in 2019 en won dat laatste seizoen de beker. In 2018 speelde hij voor Team Arkansas in The Basketball Tournament. In het seizoen 2019/20 speelde hij voor het Griekse Peristeri BC. Voor het seizoen 2020/21 tekende hij bij de Spaanse eersteklasser Bilbao Basket maar zou het seizoen uitspelen bij AEK Athene BC. Hij speelde het seizoen 2021/22 voor de Griekse eersteklasser Ionikos Nikaias BC.

## Erelijst
- Belgische bekerwinnaar: 2019
- Arkansas Razorbacks: All-2010s Team[9]